# روابط اردن و پاکستان

## تاریخچه
- حضور و کاوش باستانشناس معروف لمبرت-کارلووسکی در هر دو کشور برای کاوشهای باستانشناسی.
- هر دو کشور در زمان عمر به تصرف سپاه اسلام درآمدند.

## روابط فرهنگی
- حضور هر دو کشور در اولین دوره بازی‌های همبستگی کشورهای اسلامی
- حضور هر دو کشور در دومین دوره بازی‌های بانوان کشورهای اسلامی
- حضور هر دو کشور در چهارمین دوره بازی‌های بانوان کشورهای اسلامی
- قسمتهایی از فیلم سی دقیقه پس از نیمه‌شب در هر دو کشور فیلم برداری شده‌است.

## روابط نظامی
- استفاده هر دو کشور از از تانک ام۴۷ پاتون
- اعزام مستشار آموزش نیروی نظامی در شورش ظفار در عمان
- حضور نیروی هوایی هر دو کشور به درخواست سلطان قابوس بجای نیروی هوایی بریتانیا پس از شورش ظفار در عمان

## روابط علمی و تحقیقاتی
- پروژه سزامی با عضویت فعلی پاکستان در منطقه‌ای در امان پایتخت اردن راه اندازی خواهد شد.

## سایر موارد
- باقرقره راه راه و سسک جنبان و باقرقره گندمی و باقرقره خالدار پرنده‌هایی هستند که در هر دو کشور یافت می‌شوند.
- حضور سید محمود دعایی روحانی و سیاستمدار در هر دو کشور

## دفاتر نمایندگی

### دفاتر نمایندگی اردن در پاکستان
- سفارت اردن در اسلام آباد

### دفاتر نمایندگی پاکستان در اردن
- سفارت پاکستان در عمان